# Каннабих, Иоганн Гюнтер Фридрих
Иоганн Гюнтер Фридрих Каннабих (нем. Johann Günther Friedrich Cannabich; 21 апреля 1777, Зондерсхаузен, — 3 марта 1859, там же) — немецкий географ.
Изучал теологию в Йенском университете, затем был пастором, однако занимался преимущественно географией — начиная с сочинённого им в 1816—18 годах учебника географии («Lehrbuch der Geographie», 18-е издание вышло в 1875 году).
Вместе с Гаспари, Гасселем, Гутсмутсом и Укертом опубликовал «Vollständige Handbuch der Erdbeschreibung» (23 т., Вейм., 1819—1832), для которого обработал разделы о Франции, Голландии и Вест-Индии. Для «Neueste Länder- und Völkerkunde» составил 6-й том (Вейм., 1821), охватывающий Голландию, Ионические острова и Краковскую республику, и 23-й т. (Вейм., 1827) — Баден, Нассау и многие мелкие государства Германии.
Его «Kleine Schulgeographie» (Зондерсхаузен, 1818; 20 изд. Веймар, 1870) долгое время служила учебником для начальных школ Германии. 
Другие труды Каннабиха: «Statist.-geogr. Beschreibung des Königreichs Preussen» (Дрезден, 1827—1828; нов. изд. Бресл., 1835); «Statist.-geogr. Beschreibung des Königreichs Württemberg» (Дрезден, 1828); «Hilfsbuch beim Unterricht in der Geographie» (2 изд., Эйслебен, 1838—1840); "Neuestes Gemälde von Fraukreich" (2 тт., 1831—1832); «Neuestes Gemälde des europ. Russland und des Königreichs Polen» (1833; оба последние сочинения вошли в состав Schütz, «Allgemeine Erdkunde», Вена) и проч.